# Paracrias beus
Paracrias beus är en stekelart som beskrevs av Schauff 1985. Paracrias beus ingår i släktet Paracrias och familjen finglanssteklar.
Artens utbredningsområde är:
- Belize.
- Costa Rica.
- Ecuador.
- Surinam.
- Venezuela.

Inga underarter finns listade i Catalogue of Life.